# Türkenfeld

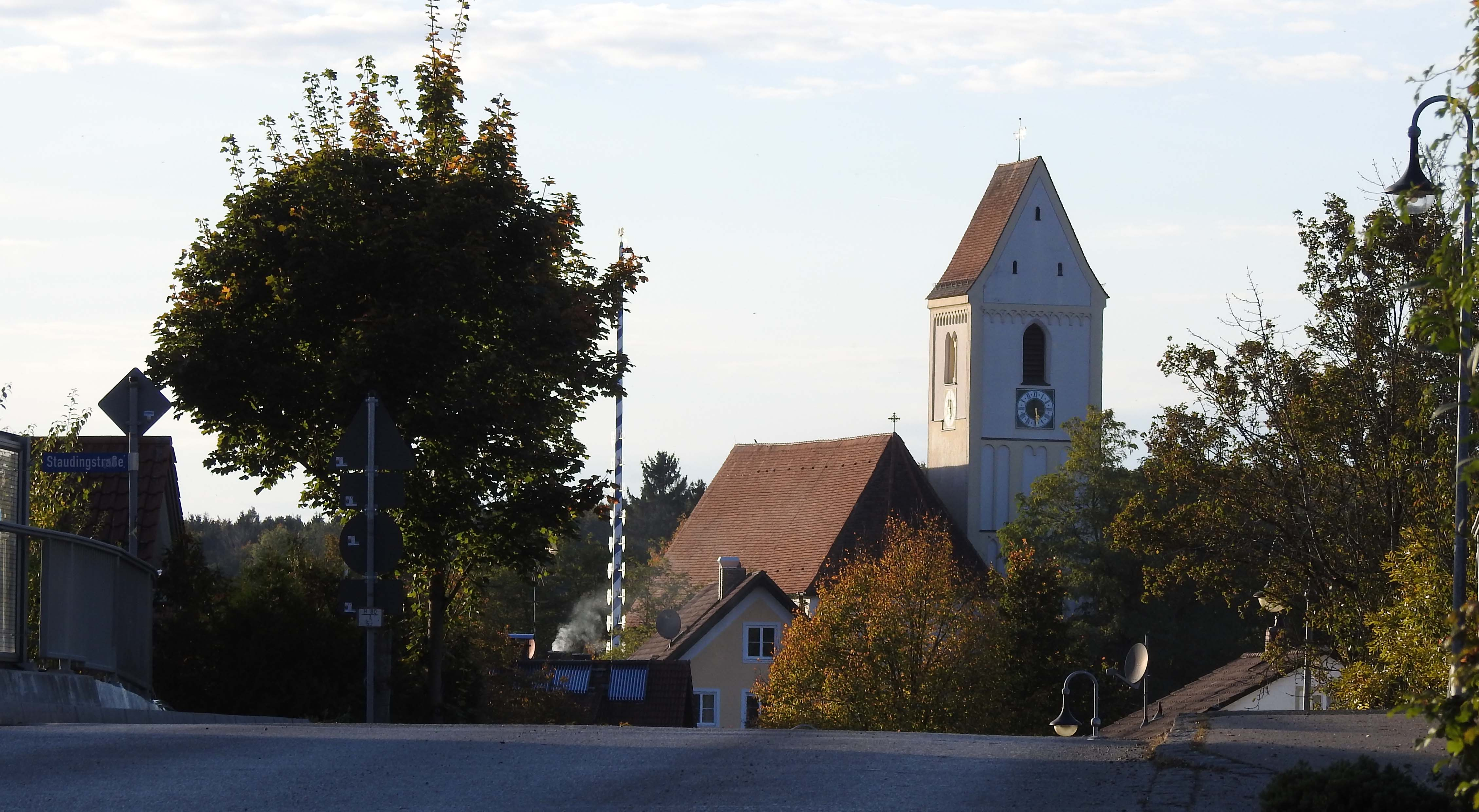
Pfarrkirche in Türkenfeld

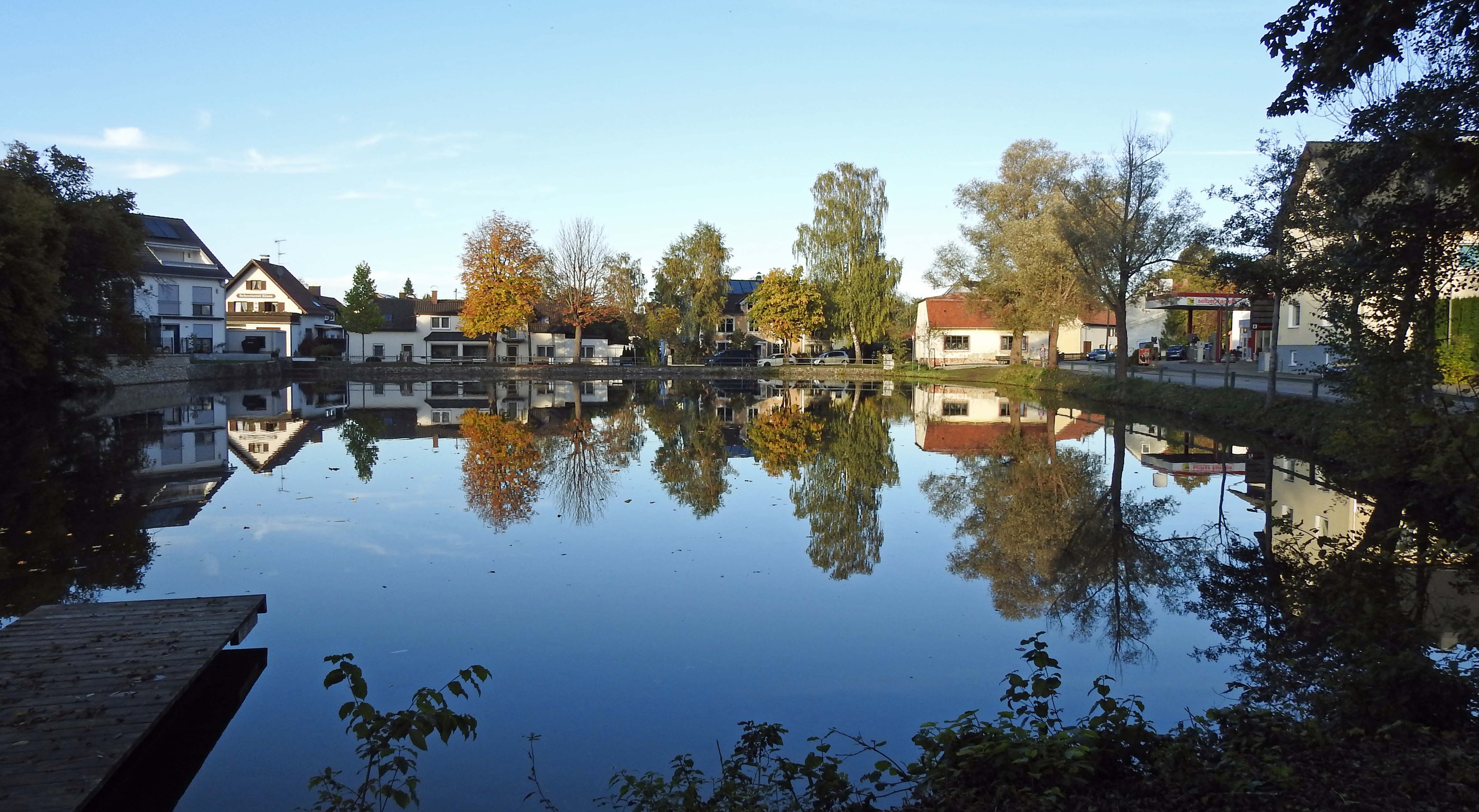
Dorfweiher in Türkenfeld

Türkenfeld ist eine Gemeinde im Landkreis Fürstenfeldbruck im Regierungsbezirk Oberbayern.

## Geografie
Die Ortschaft Türkenfeld liegt etwa 14 km südwestlich von Fürstenfeldbruck bzw. 37 km westlich von München. Mit 624 Metern über dem Meeresspiegel ist der in Türkenfeld liegende „Steingassenberg“ der höchste Punkt im Landkreis Fürstenfeldbruck.
Die Gemeinde hat sechs Gemeindeteile (in Klammern ist der Siedlungstyp angegeben):
- Burgholz (Weiler)
- Klotzau (Einöde)
- Peutenmühle (Weiler)
- Pleitmannswang (Dorf)
- Türkenfeld (Pfarrdorf)
- Zankenhausen (Pfarrdorf)

## Geschichte

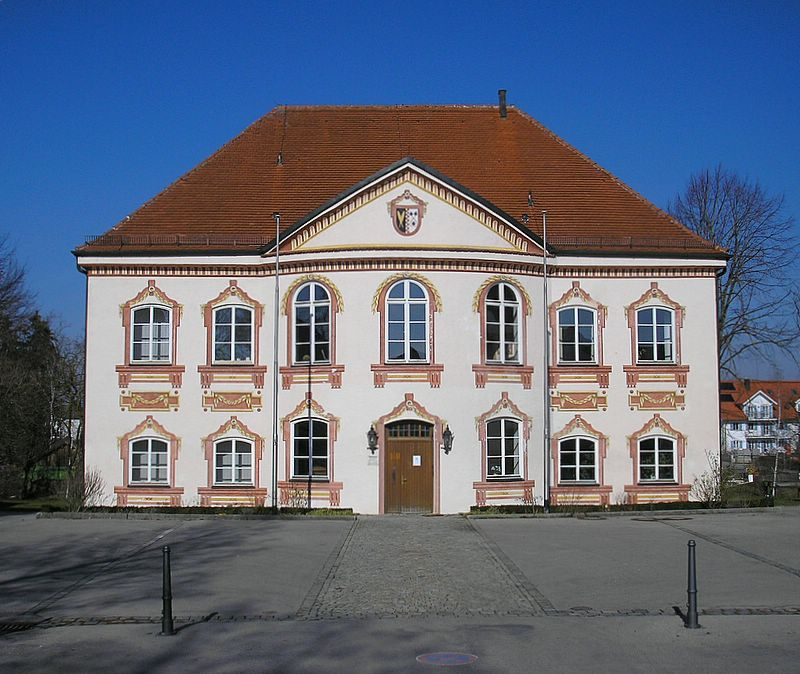
Das ehemalige Schloss, heute Sitz der Gemeindeverwaltung

Die erste urkundliche Erwähnung von Türkenfeld stammt aus den Breves Notitiae von 749. Die Bezeichnung „Duringueld“ geht zurück auf den Personennamen „Durinc“ (frühere Form von Düring- bzw. Duringfeld, vergleiche hierzu „Thüring(er)“, mglw. ähnliche Etymologie wie bei der bayerischen Gemeinde Türkheim) und wandelte sich erst unter Einfluss der Türkenkriege zu Türkenfeld.
Die Siedlungsgeschichte reicht bis ins Neolithikum zurück, aus dem ein Hockergrab mit vermutlich schnurkeramischen Grabbeigaben stammt. Aus der Bronze- bzw. Hallstattzeit stammen rund 15 Grabhügel. Eine wahrscheinlich zerstörte Viereckschanze aus der La-Tène-Zeit liegt westlich von Zankenhausen.
Aus dem Frühmittelalter finden sich Reihengräberfelder nördlich von Türkenfeld und Peutenmühle sowie die Abschnittsbefestigung im Burgholz östlich von Burgholz.
1818 erfolgte die Gemeindebildung von Türkenfeld mit dem Gemeindeteil Klotzau. Im selben Jahr wurde Zankenhausen mit den Gemeindeteilen Burgholz, Peutenmühle und Pleitmannswang als Gemeinde gegründet. Burgholz ging 1878 an die Gemeinde Türkenfeld. Die Vereinigung der Gemeinden Türkenfeld und Zankenhausen erfolgte schließlich am 1. Januar 1972.
Gegen Ende des Zweiten Weltkriegs wurde im Westen Türkenfelds mit dem Bau eines Außenlagers des KZ Kaufering begonnen.

### Einwohnerentwicklung
Zwischen 1988 und 2019 wuchs die Gemeinde von 2680 auf 3914 Einwohner.

## Politik

### Gemeinderat
Der Gemeinderat setzt sich (ohne den Ersten Bürgermeister) in der aktuellen Wahlperiode wie folgt zusammen:
- CSU 5 Sitze (Partei stellt den Ersten Bürgermeister Emanuel Staffler)
- FW 4 Sitze
- Bündnis 90/Die Grünen 4 Sitze
- Dorfgemeinschaft 3 Sitze

### Wappen
| | Blasonierung: „Durch einen in zwei Reihen von Silber und Rot geschachten Pfahl gespalten von Schwarz und Silber; vorne schräg gekreuzt zwei goldene Streitkolben, hinten drei blaue Lindenblätter an geschlungenem Stiel.“ |
| Wappenbegründung: Der rot-weiß geschachte Pfahl, als Schrägbalken heraldisches Zeichen der Zisterzienser, stellt eine Verbindung zur Zisterzienserabtei Fürstenfeld her, die als Grundherrschaft im Gemeindegebiet von Bedeutung war. Die gekreuzten Streitkolben stammen aus dem Wappen des Ortsadelsgeschlechts der Türkenfelder (von Durgenfeld), die erstmals Ende des 12. Jahrhunderts nachweisbar sind und deren Besitz schon im 14. Jahrhundert zum Teil an das Kloster Fürstenfeld, zum Teil an die spätere Adelshofmark Türkenfeld überging. Die Lindenblätter am geschlungenen Stiel sind aus dem Wappen der Staudinger übernommen, die von 1569 bis 1598 Inhaber der Hofmark Türkenfeld waren. Das Wappen wurde vom Heraldiker Heinz C. Bessling aus Gauting gestaltet. Das Wappen wurde am 5. November 1971 durch die Regierung von Oberbayern genehmigt. | |

## Wirtschaft und Infrastruktur

### Verkehr
Der Haltepunkt Türkenfeld liegt an der Bahnstrecke München–Buchloe und wird von der Linie S4 der S-Bahn München bedient.
| Linie | Linienverlauf |
| ----- | --- |
| S4    | Geltendorf – Türkenfeld – Grafrath – Schöngeising – Buchenau – Fürstenfeldbruck – Eichenau – Puchheim – Aubing – Leienfelsstraße – Pasing – Laim – Hirschgarten – Donnersbergerbrücke – Hackerbrücke – Hauptbahnhof – Karlsplatz (Stachus) – Marienplatz – Isartor – Rosenheimer Platz – Ostbahnhof – Leuchtenbergring – Berg am Laim – Trudering (– Gronsdorf – Haar – Vaterstetten – Baldham – Zorneding – Eglharting – Kirchseeon – Grafing Bahnhof – Grafing Stadt – Ebersberg) |

Türkenfeld wird durch mehrere Regionalbuslinien des MVV erschlossen.
| Linie | Linienverlauf | Verkehrsunternehmen |
| ----- | --- | ------------------- |
| 807   | Türkenfeld – Beuern – Neugreifenberg – Greifenberg – Eching – Türkenfeld                                                    | Omnibus Neumeyr     |
| 8400  | Ruftaxi Fürstenfeldbruck/ Alling/ Schöngeising/ Grafrath/ Kottgeisering/ Türkenfeld/ Inning/ Seefeld-Hechendorf/ Herrsching | Geldhauser          |

### Breitband
Seit 2009 bemühte sich die Kommune intensiv, die Breitbandversorgung zu verbessern. Nachdem rund 70 % der Türkenfelder Haushalte für einen Glasfaseranschluss gewonnen werden konnten, realisierte die Gemeinde zusammen mit der Partnerfirma „Unser Ortsnetz GmbH“ seit Mitte 2013 ein eigenes Glasfasernetz. Die ersten Haushalte gingen am 5. August 2013 online. Nach Übernahme der Unser Ortsnetz GmbH wird das Glasfasernetz mittlerweile durch die Deutsche Glasfaser GmbH betrieben.

## Sehenswürdigkeiten
- Fuggerschloss in Türkenfeld

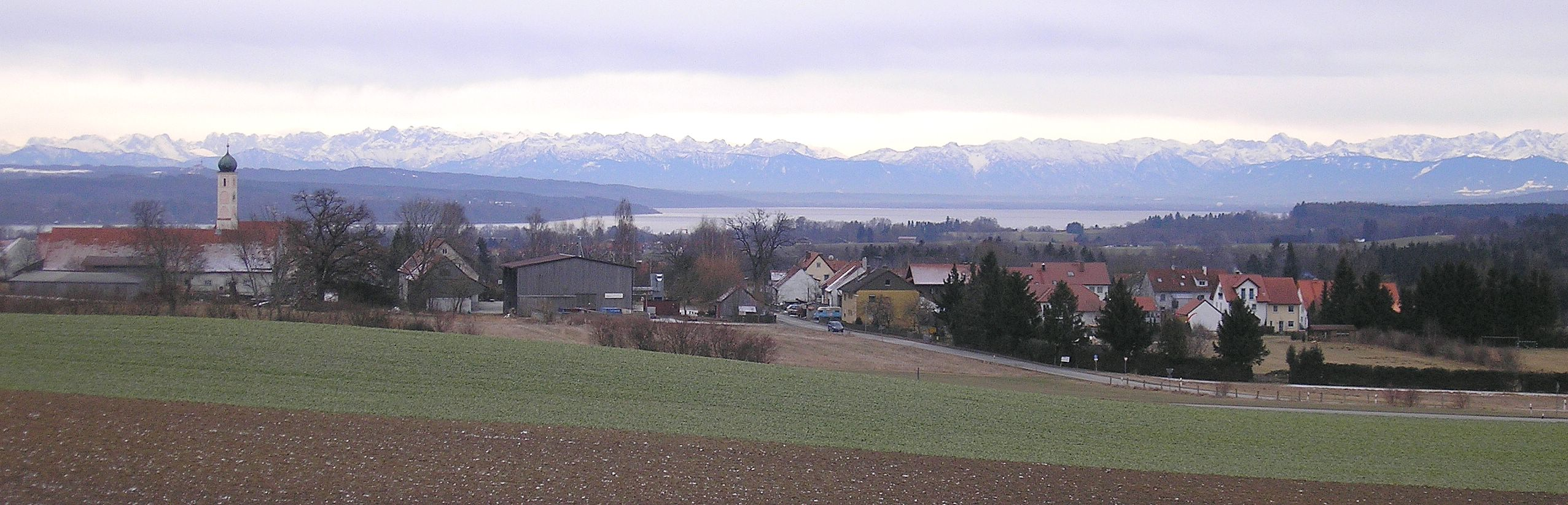
Blick vom Schöneberg bei Zankenhausen nach Süden

- Pfarrkirche Mariä Himmelfahrt in Türkenfeld
- Pfarrkirche St. Johannes Baptist in Zankenhausen
- Frühmittelalterliche Abschnittsbefestigung im Burgholz südöstlich von Türkenfeld
- Aussichtspunkt Schöneberg nördlich von Zankenhausen mit Sicht über den Ammersee und die Bayerischen Alpen.

## Bildung
Türkenfeld verfügt über eine Grundschule und eine Mittelschule sowie zwei gemeindeeigene Kindergärten mit einer angeschlossenen Kinderkrippe.

## Persönlichkeiten
- Ally Storch (* 1976 in Schlema), Geigerin, Sängerin und Frontfrau der Progressive-Violin-Rock-/Metal-Band Ally the Fiddle, wohnt in Türkenfeld
- Hans Well (* 1953 in Willprechtszell, Gemeinde Petersdorf), heute wohnhaft im Ortsteil Zankenhausen, Mitglied der Biermösl Blosn und der Wellbappn
- Otto Göttler (* 1948 in München), Gründer des Bairisch Diatonischen Jodelwahnsinns und der Unverschämten Wirtshausmusik, heute wohnhaft im Ortsteil Zankenhausen
- Toni Mang (* 1949 in Inning am Ammersee), heute wohnhaft im Ortsteil Zankenhausen, fünffacher Motorrad-Weltmeister